# Martelltal
Das Martelltal (auch einfach Martell; italienisch Val Martello) ist ein nach Süden ausgerichtetes Seitental des oberen Etschtals bzw. Vinschgaus in Südtirol (Italien). Der größte Teil des Tales liegt im Verwaltungsbereich der Gemeinde Martell mit 840 Einwohnern (Stand 31. Dezember 2023). Der Taleingangsbereich gehört zur Gemeinde Latsch.

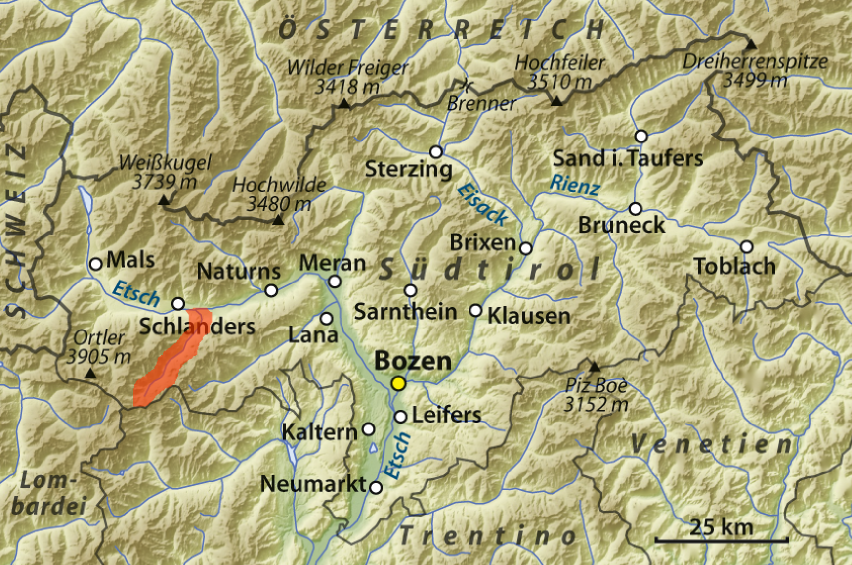
Lage des Martelltals in Südtirol

## Etymologie
Erstmals urkundlich erwähnt wurde das Tal um 1280 als „Martel“, was nach Meinung mancher Namenkundler vom lateinischen martellum, dem „Hammer“ der Bergknappen, herrühren könnte. Vorgeschlagen wurden aber auch Ableitungen von einem lateinischen murtella („Heidelbeere“), von einem Personennamen Martel oder von einem vorrömischen Wort marra („Geröll, Steinhaufen“).
Sowohl in den ältesten Urkunden des 14. bis Ende des 17. Jahrhunderts waren sowohl Mortell, als auch Martell im Gebrauch, ohne dass die eine oder andere Form bevorzugt worden wäre. In den Urkunden des 18. Jahrhunderts kamen neben den bisherigen auch noch andere Formen in Gebrauch, wie beispielsweise Mohrtel, Mahrtel, Muhrtel (Muhrtal), Marchtel (Marchtal = Grenztal zwischen Ulten und Sulden) usw. Seit dem Jahre 1910 gilt amtlich der Name Martell. Die auffallende Ähnlichkeit zwischen den Namen Martell und Morter könnte auf einen Zusammenhang bei deren Namensgenese hindeuten. Die italienische Entsprechung ist „Martello“.

## Geographie

### Lage

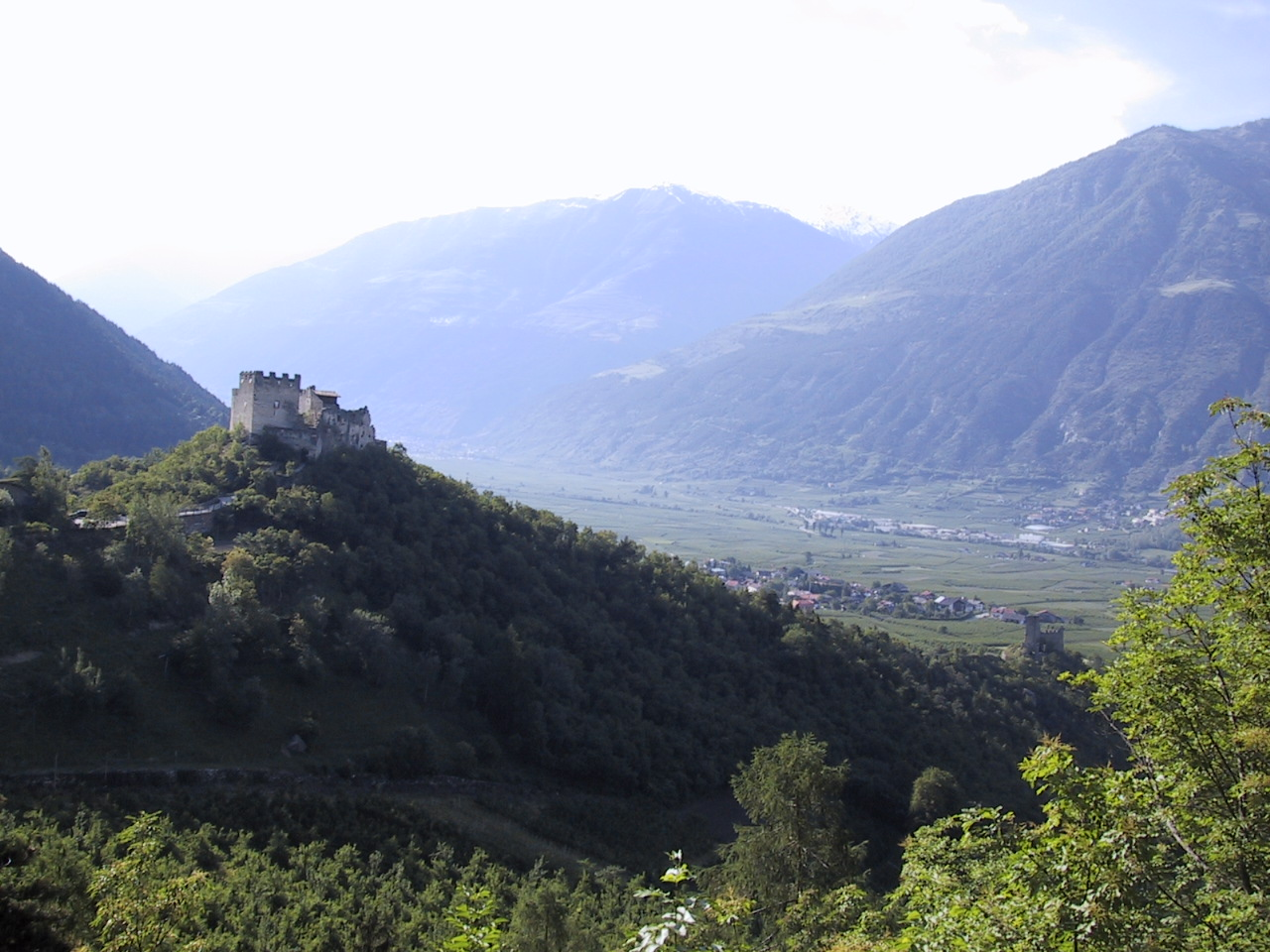
Auf einem quer stehenden Felsenriegel im Taleingang stehen die Burgruinen Obermontani und Untermontani

Das Martelltal ist ein ausgeprägtes Kerbtal, das ziemlich geradlinig und flankiert von steilen Talhängen vom Gebiet der Gemeinde Latsch im Vinschgau aus 27 km in südsüdwestlicher Richtung in die Ortler-Alpen hineinführt. Die Talfurche weist mehrere Stufen auf und geht bei Morter auf 727 m in den breiten Talgrund des Vinschgau über. An dieser Stelle bildet ein quer verlaufender schmaler Schieferrücken eine natürliche Sperre, auf der die Burgen Obermontani und Untermontani sowie die St.-Stephan-Kapelle stehen. Das Martelltal ist in den Nationalpark Stilfserjoch eingebettet und wird von der Plima entwässert.

### Topographie

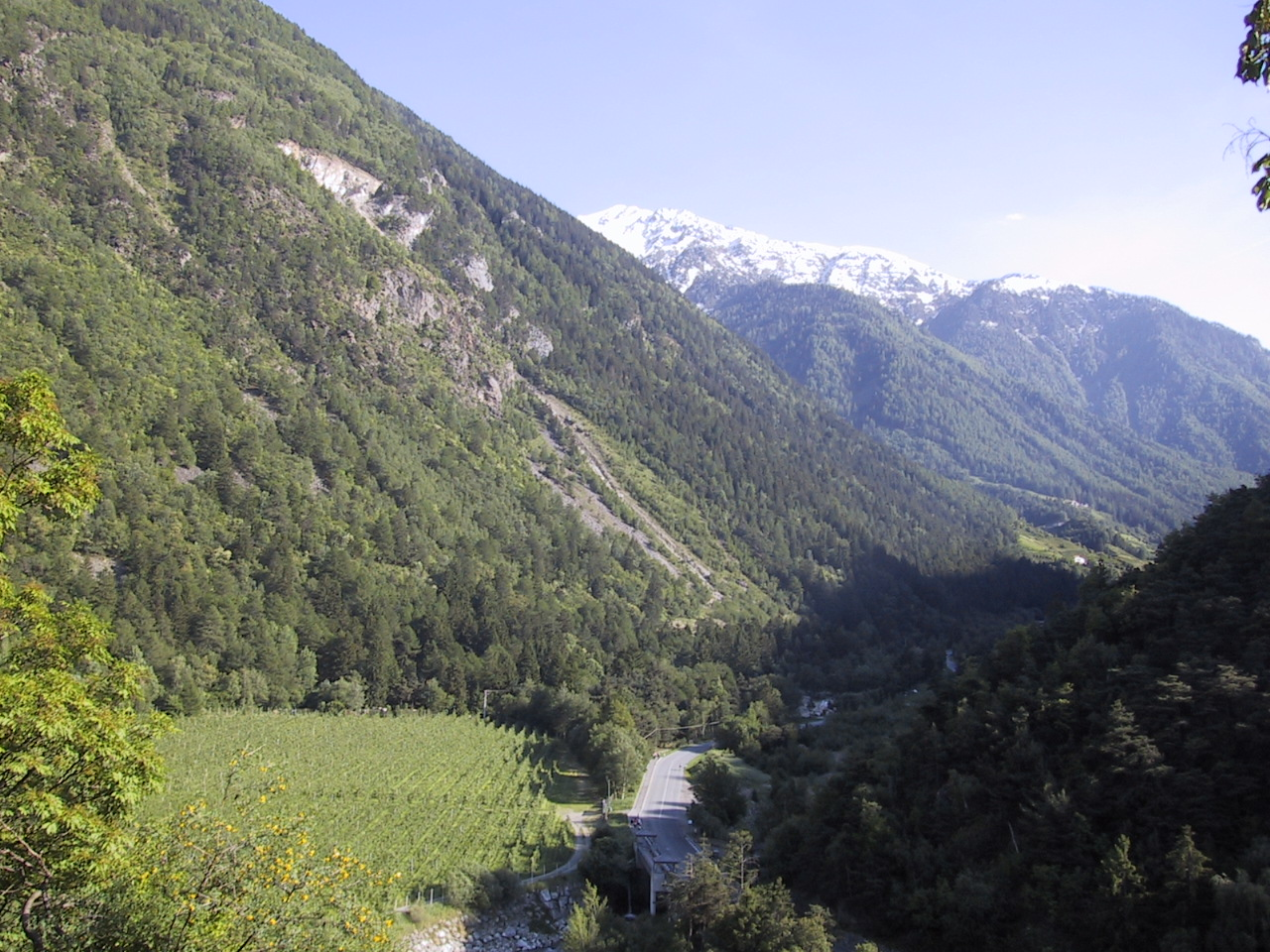
Der Taleingang nach dem Felsenriegel mit dem Montanibruch im Berghang links oben

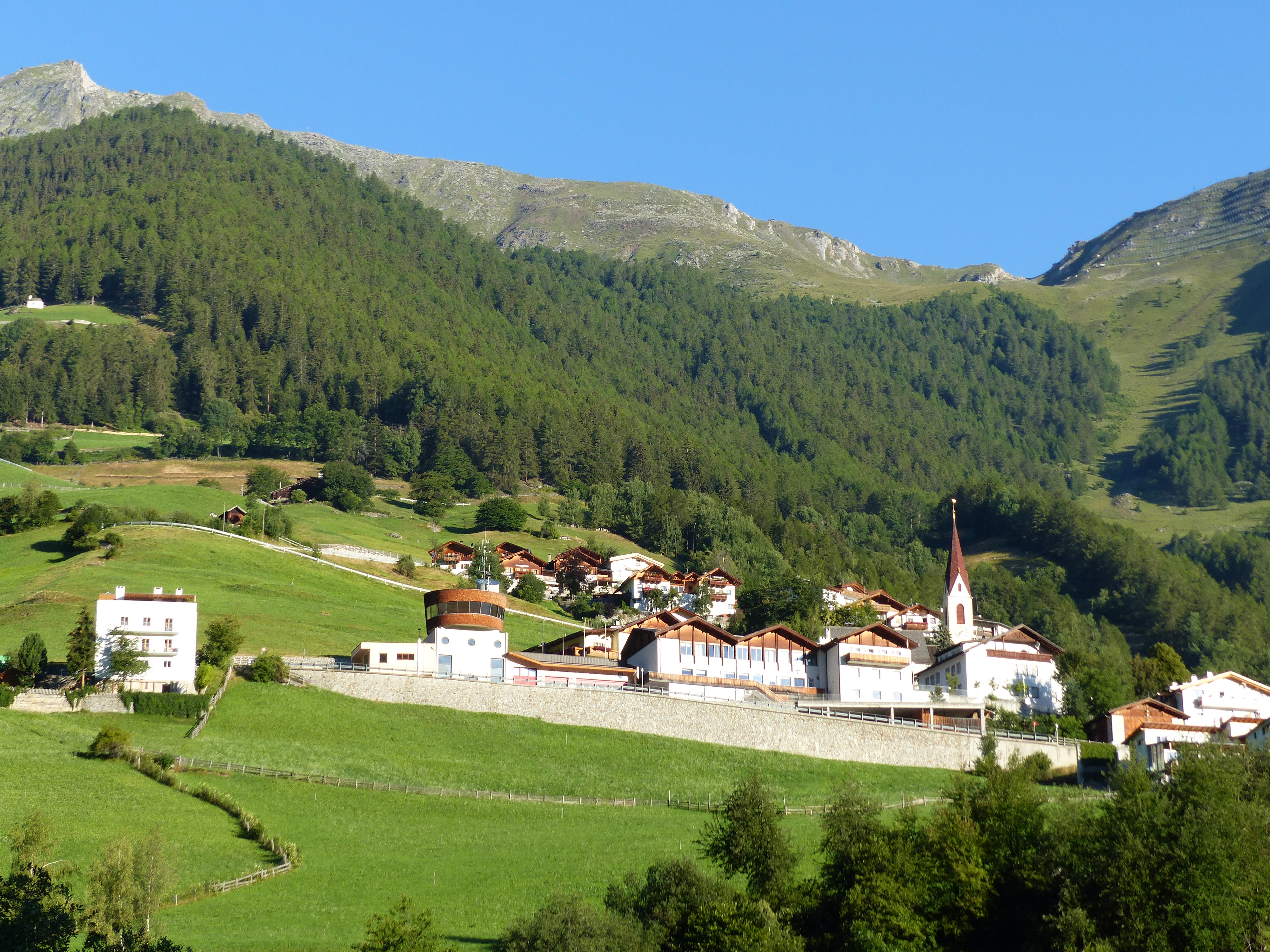
Martell Dorf

Der Eingangsbereich ist nach dem Felsriegel bei Morter nicht sehr eng, aber doch relativ steil. Bis Bad Salt, das auf dem Scheitel der ersten Talstufe auf 1158 m liegt, sind auf einer Strecke von 4,6 km über 400 Höhenmeter zu überwinden. Die wenigen und verstreut liegenden Bauernhöfe in diesem Bereich, die Vorhöfe, gehören noch zur Gemeinde Latsch. Erst bei Burgaun beginnt das Gebiet der Gemeinde Martell, und mit Bad Salt gehört es zum langgestreckten Ortsteil Ennewasser. Dessen Weiler und Einzelhöfe sind in einer flacheren und geweiteten Talmulde eingebettet und reichen bis zum Flimbach, einem Seitenbach der Plima. Danach folgt die Gand, ein dichter besiedelter Talgrund, von dem eine Seitenstraße auf die orografisch linke Seite abzweigt. Dort liegt auf 1350 m Höhe Meiern, mit dem Hauptort Thal, auch „Dorf“ genannt, das eigentliche Gemeindezentrum mit Rathaus, Volksschule, Kindergarten, Postamt, Bank und Kirche. Vom Weiler Eberhöf erstreckt sich dahinter der schütter besiedelte Sonnenberg bis Steinwand. Die Streusiedlung oberhalb von Meiern nennt sich Ennethal, von der bei Premstl eine Straße weiter durch steiles Waldgelände bis in den Ortsteil Waldberg führt, in dem einer der höchstgelegenen Kornhöfe Südtirols liegt, Stallwies auf 1953 m. Dieser Hof wird auch als Gastwirtschaft geführt und ist Startpunkt sowohl für leichte als auch für anspruchsvolle Wanderungen, u. a. auf die Laaser Spitze.
Hinter der Gand verengt sich das Tal und steigt besonders beim Hölderle wieder merklich an. In der Schmelz auf 1556 m beginnt Hintermartell. Auf etwa 1700 m fließt der Rosimtalbach von der orografisch linken Talseite in die Plima. Seine Aufschüttungen haben eine breitere Talsohle geschaffen, in der einzelne Bergmähder, die Grogg-Alm und ein modernes Biathlonzentrum liegen. An einer dahinter folgenden Engstelle türmt sich auf 1800 m eine mächtige, in den 1950er Jahren errichtete 83 m hohe Staumauer auf. Sie bildet heute eine abrupte Geländestufe. Dahinter liegt der Zufrittstausee mit einigen Gastwirtschaften am felsigen Seeende. Der folgende, flachere Talabschnitt geht in einen breiten Felsgürtel über, auf dem die Straße auf 2051 m nach mehreren Kehren endet. Hier öffnet sich das Tal zu einem weiten stufenförmigen Kar, dessen letzte Anhöhe bei der Zufallhütte (2265 m) in den breiten Talschluss von Zufall übergeht. Die Hütte bietet sich als Einkehrmöglichkeit an, bevor die leichtere Tour auf die 1980 erbaute Marteller Hütte (2610 m) oder anspruchsvollere Touren auf die Casatihütte (3269 m) oder in andere Gebiete der Ortler-Alpen in Angriff genommen werden.

### Berge und Seitentäler

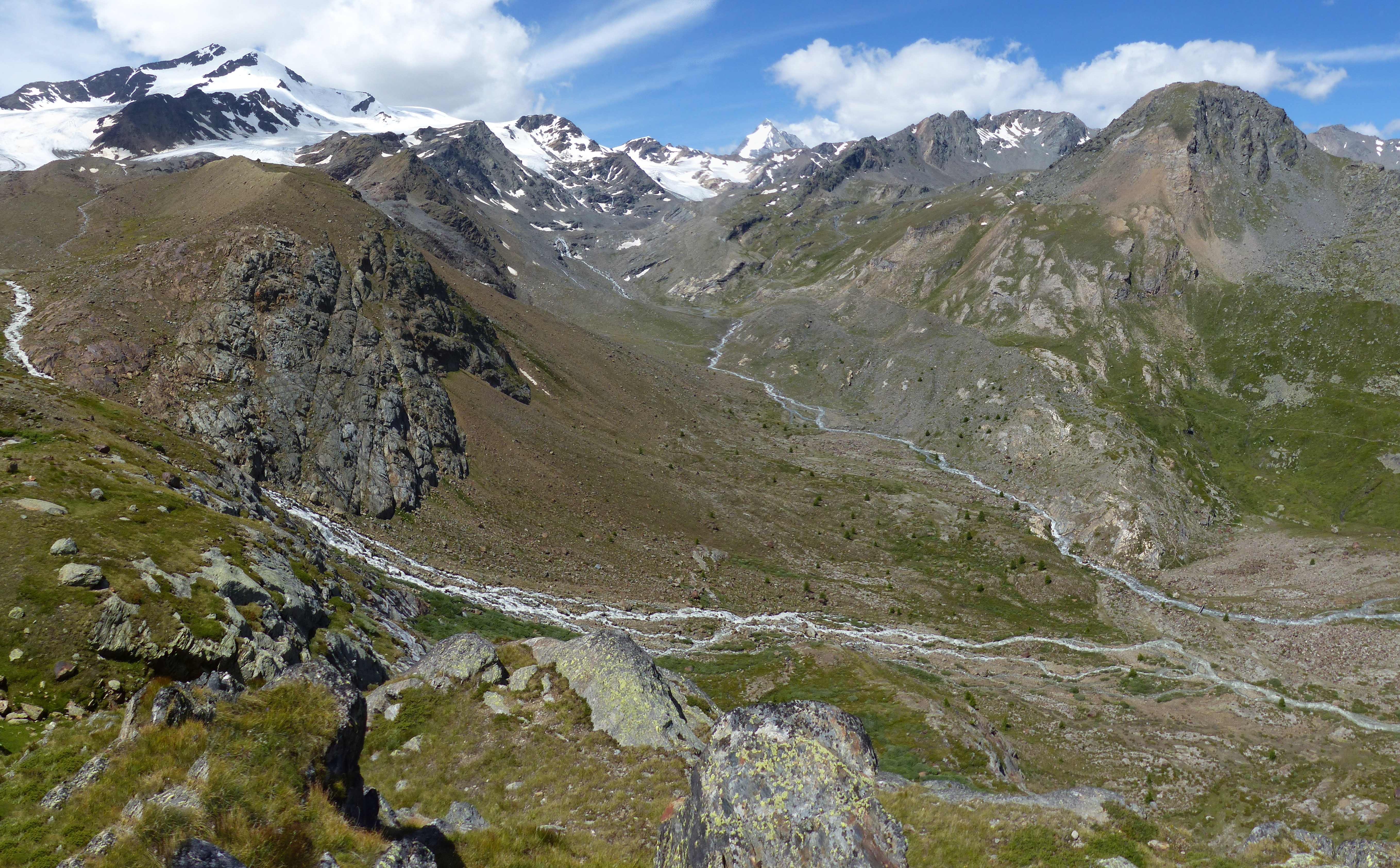
Der vergletscherte Talschluss des Martelltales mit der Königsspitze

Der felsige und unwegsame Berghang an der orografisch linken Seite des Taleingangs ist der Eichberg. Dem aufmerksamen Beobachter bleibt das sporadische Auftreten weißer Marmorsteine in diesem Gelände nicht verborgen. Gegen Ende des 19. Jahrhunderts wurden dort im Zelimbruch vereinzelt Marmorblöcke aus diesen Hängen entnommen. Es treten hier Marmoradern zutage, die sich auf der gegenüberliegenden Talseite Richtung Osten fortsetzen. Dort ist heute noch die Kerbe des Montanibruchs im Hang zu sehen, wo früher Marmor abgebaut worden ist. Weiter im Talinnern folgt der Sonnenberg, von dem ein Wanderweg unter der Steinwand entlang zu den Morterlegern führt. Das neben dem Ortszentrum Thal verlaufende Eberhöfertal war wegen der Lawinengefahr in schneereichen Wintern gefürchtet. Eine mächtige Nassschneelawine im Jahr 2001 war der Anlass, dass vom Amt für Wildbachverbauung ab dem Jahre 2007 ein 250 m langer und 18 m hoher Schutzdamm auf 2150 m Meereshöhe errichtet wurde. Vom Eberhöfertal oder von der benachbarten Saugbergalpe aus gibt es über die Göflaner Scharte (2404 m) und über das Kreuzjöchl (2050 m) Wandermöglichkeiten auf den Schlanderser Nördersberg.
Hinter der Schmelz bei Durraplatt mündet das Schludertal in das Martelltal. An der Schluderalm (2005 m) vorbei kann die Schluderscharte (2987 m) erreicht werden, die zwischen Laaser Spitze (3305 m) und Schluderspitze (3230 m) eingebettet ist. Weitere Paralleltäler sind das Rosimtal hinter der Grogg-Alm, das Lyfital mit der Lyfi-Alm (2165 m), oberhalb des Stausees gelegen, das Pedertal bei der Borromeo-Hütte (1980 m) und das Madritschtal hinter den Parkplätzen. In den Talschlüssen dieser Täler ragen, allesamt zu den Laaser Bergen gerechnet, die Lyfispitze (3352 m), die Mittlere (3462 m) und Äußere Pederspitze (3406 m), die Schildspitze (3461 m), die Plattenspitze (3422 m), die Innere Pederspitze (3309 m), die Hintere Schöntaufspitze (3325 m) und die Madritschspitze (3265 m) auf. Vom Madritschtal aus führt eine vielbegangene Route über das Madritschjoch (3123 m) in das Suldental hinüber. Von der Enzianhütte bei den Parkplätzen im Talschluss ausgehend, bietet der Marteller Höhenweg über die Lyfi-Alm und die Schluderalm eine Wandermöglichkeit bis nach Stallwies.

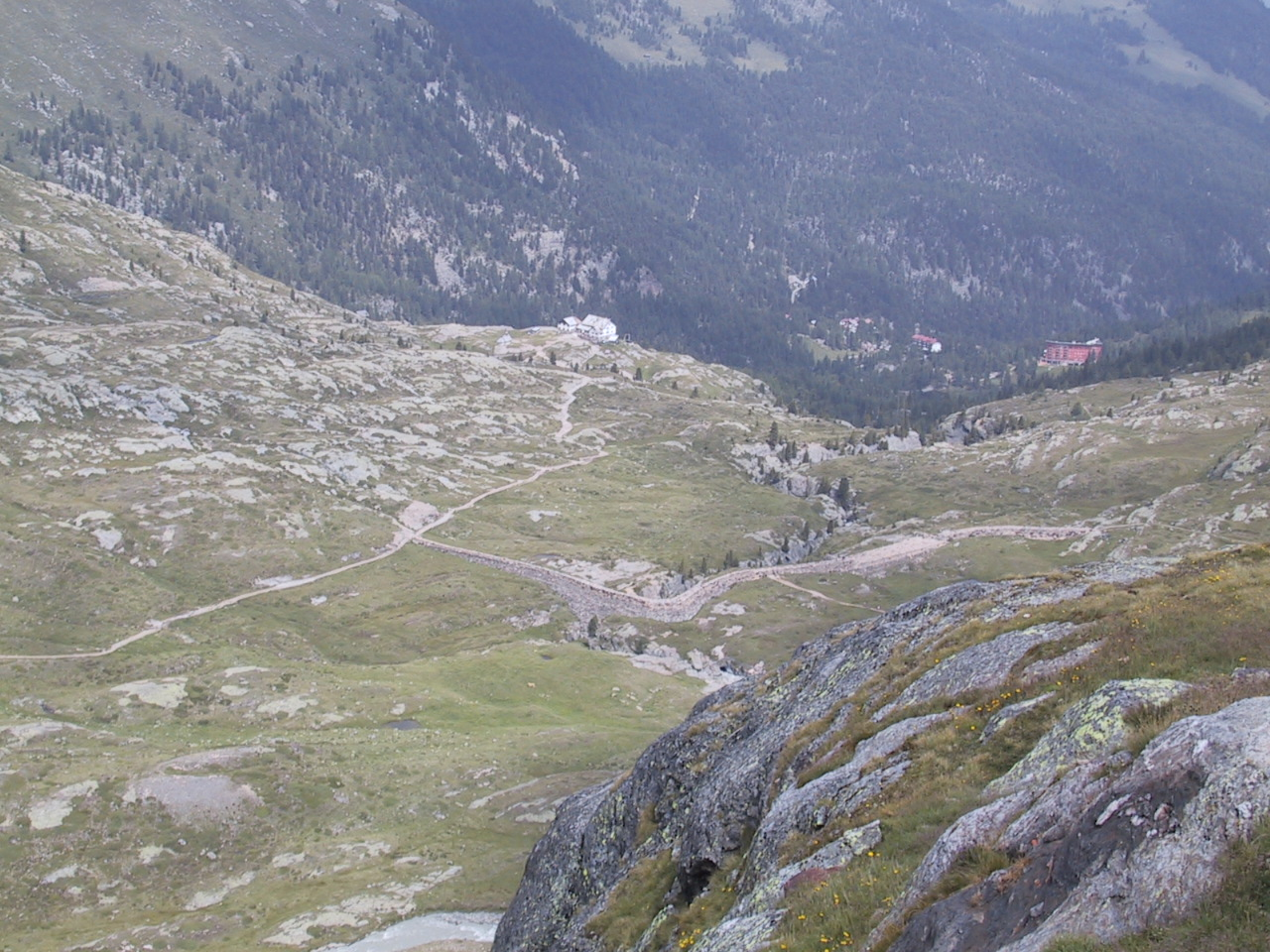
Die Zufallhütte im Talschluss von Martell mit der nach 1891 errichteten Hochwasserschutzmauer

Der stark vergletscherte Talschluss wird von einer Reihe weiterer Dreitausender gesäumt: der Butzenspitze (3302 m) hinter dem Butzental, der Eisseespitze (3243 m) über dem Eisseepass (3141 m) sowie Hochgipfeln des Ortler-Hauptkamms, nämlich der Suldenspitze (3376 m) neben dem Langfernerjoch (3266 m), einem Übergang in das Val Cedec mit der Casatihütte (3269 m), dem Monte Cevedale (3769 m) und den ihm vorgelagertenn Zufallspitzen (3700 m die Vordere und 3757 m die Hintere), an deren Füßen sich der Langenferner, der Zufallferner und der Fürkeleferner ausbreiten. Im Südosten, am Beginn des Zufrittkamms, sind es die Köllkuppe (3330 m) mit dem Hohen Ferner, die Veneziaspitzen (Hauptgipfel: 3386 m), die Hintere Schranspitze (3355 m), die Hintere Rotspitze (3347 m), die Sällentspitze (3212 m), die Hintere Nonnenspitze (3256 m), die Lorchenspitze (3343 m), die Weißbrunnspitze (3253 m) und die Zufrittspitze (3438 m), die sich ebenfalls noch mit kleineren Gletscherfeldern schmücken können. Hoch gelegene Übergänge in das Val di Sole sind die Fürkelescharte (3032 m) und das Hohenfernerjoch (3153 m). Das Sällentjoch (2984 m) ist vom Hotel Paradiso aus erreichbar, das Weißbrunnerjoch (3153 m) und das Zufrittjoch (3172 m) können, vom Stausee ausgehend, durch das Zufritttal bestiegen werden. Sie sind Übergänge in das Ultental.
Der restliche Bergkamm im Osten mit dem Soyjoch (3025 m), der Flimspitze (3130 m), der Tuferspitze (3092 m), der Gasse (3046 m) und der Grabensprungspitze (3014 m) erreicht mit dem östlichsten Gletscherberg der Ortler-Alpen, dem Hasenöhrl, nochmals eine Höhe von 3257 m, bevor er abfällt und sich im weiteren Verlauf mit Kuppen, die selten höher als 2600 m sind, fortsetzt. Die östlichen Talhänge des Martelltals werden im mittleren und äußeren Bereich von drei Seitentälern durchschnitten: vom Soytal mit der Soyalm (2073 m) und der Soyscharte (2887 m) vom Hölderle aus, vom Flimtal mit der Flim-Alm und mit dem Flimjoch (2892 m) von der Gand aus und vom Brandnertal mit der Morter-Alm (1908 m) von den Vorhöfen aus.

### Geologie
Das Martelltal ist in den Campo-Kristallin eingebettet, der zum Großteil aus Sedimenten des Erdaltertums besteht und eine sehr komplexe Entwicklungsgeschichte hat. Der äußere Talbereich liegt in der Laaser Einheit, hochdeformierte Paragneise, mylonitische Glimmerschiefer und Amphibolite, in denen weiße Marmorzüge und Pegmatitgneise eingebettet sind. Hinter der Gand bestehen die Talhänge bis zum Zufrittstausee aus Marteller Granit, der aus einem Pluton der Permzeit herrührt und eoalpidisch stark überprägt ist, sodass korrekt von einem Gneis gesprochen werden müsste. Ins hintere Martelltal streicht die Zebrù-Schuppenzone herüber, die bis in den hinteren Teil des Stausees reicht, aus stark deformierten Quarzphylliten besteht und auf der östlichen Talseite auf die Paragneise und die Staurolith-Glimmerschiefer der Pejo-Einheit trifft.

### Gewässer

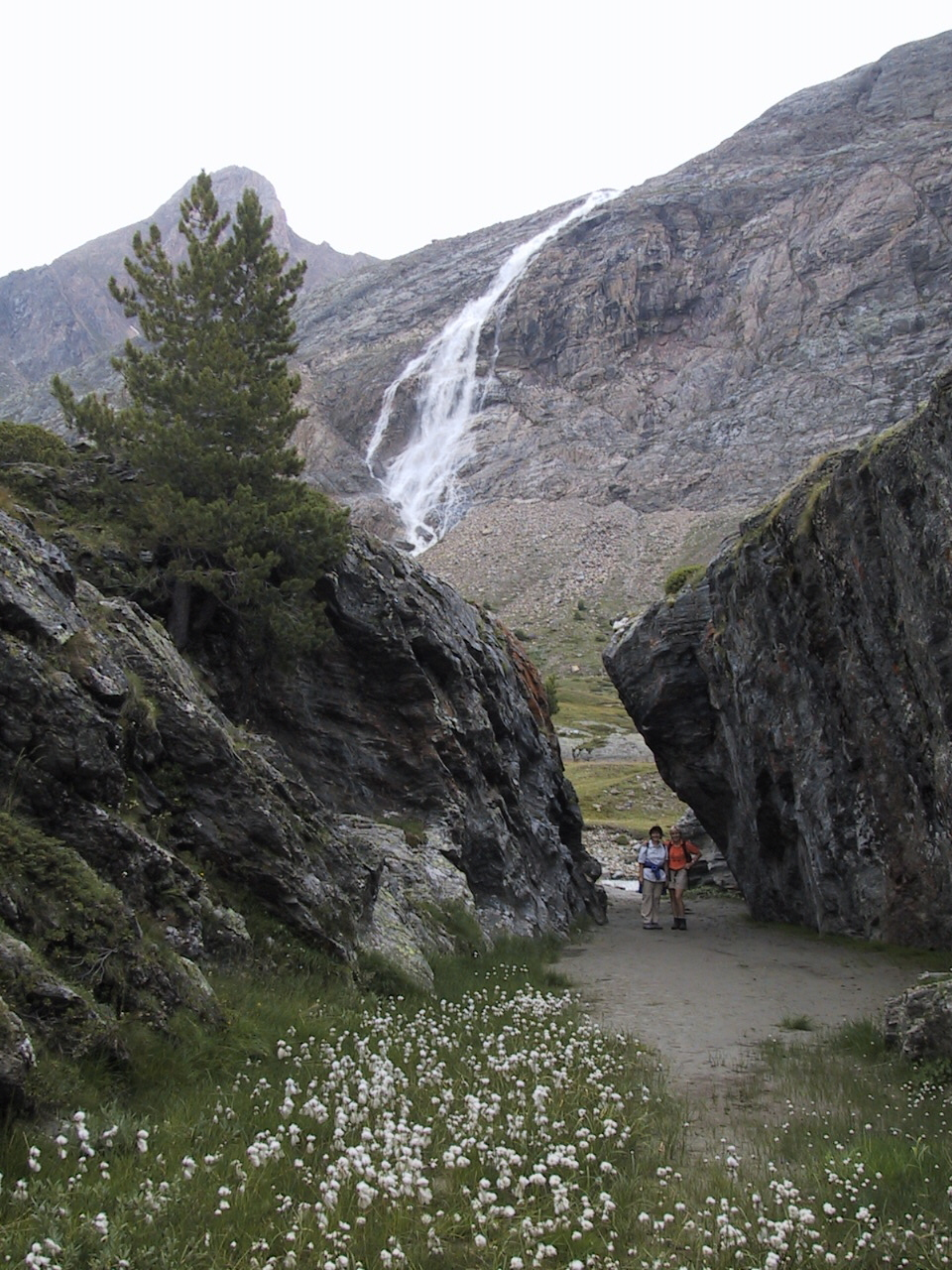
Der Wasserfall, der Zufall (= zu Fall) den Namen gegeben hat. Im Vordergrund eine Wollgraswiese

Die Plima bezieht ihr Wasser über einige Zuflüsse, die heute noch zu einem erheblichen Teil von Gletschern gespeist werden. In den Gletschern am Fuß des Cevedale entstanden im 19. Jahrhundert immer wieder Gletscherseen, deren Ausbrüche das Tal verheerten und große Verwüstungen anrichteten. Lange Zeit konnte sich die Bevölkerung diese plötzlich hereinbrechenden Wassermassen nicht erklären, weil sie auch bei schönem Wetter offenbar grundlos auftreten konnten. 1891 war eine solche Katastrophe der Anlass, in den beiden Folgejahren auf Zufall im Talinneren eine noch heute bestehende Schutzmauer zu errichten. Sie konnte sich bereits 1894 erstmals erfolgreich bewähren. Heute existiert diese Gefahr nicht mehr, weil die Gletscher an diesen Stellen verschwunden sind. Auf kleinere Seen trifft man in den Karen der Seitentäler, so auf die Flimseen oberhalb der Flim-Alm. Unterhalb der Zufrittspitze sind der Gelb- und der Grünsee zu nennen, nicht weit davon entfernt das Schwarze Loch. Im Pedertal und im Nahbereich der Marteller Hütte gibt es einige weitere Lacken, die ihre Entstehung der Schürfarbeit von Gletschern zu verdanken haben.
In den 1950er Jahren wurde in Hintermartell auf einem abfallenden Gletschersockel die Staumauer für den Zufrittstausee errichtet. Sie ist 83 m hoch und gehört zum Wasserkraftwerk Laas-Martell, das ein Einzugsgebiet von 117,4 km2 besitzt, in das neben der Plima (der Zufrittstaumauer allein gehören davon 77 km2 an) der Flim-, der Soy-, der St. Maria-, der Schluder- und der Rosimtalbach im Martelltal und der Laaser Bach des Laaser Tals mit einbezogen sind. Das Kraftwerk ist Bestandteil des ursprünglich von der Montecatini-Gruppe entworfenen Wassernutzungsplans des Etschgebietes oberhalb von Meran. Die Fallhöhe beträgt 968,50 m. Die maximale Leistung ist 63 MW, die durchschnittliche Jahresproduktion beträgt 226 Mio. kWh. Die Staumauer des Zufrittstausees besteht aus 17 je 18 m breiten Massivkopfpfeilern. Die Scheitellänge beträgt 300 m. Sie wurde 1957 vollendet.

### Flora

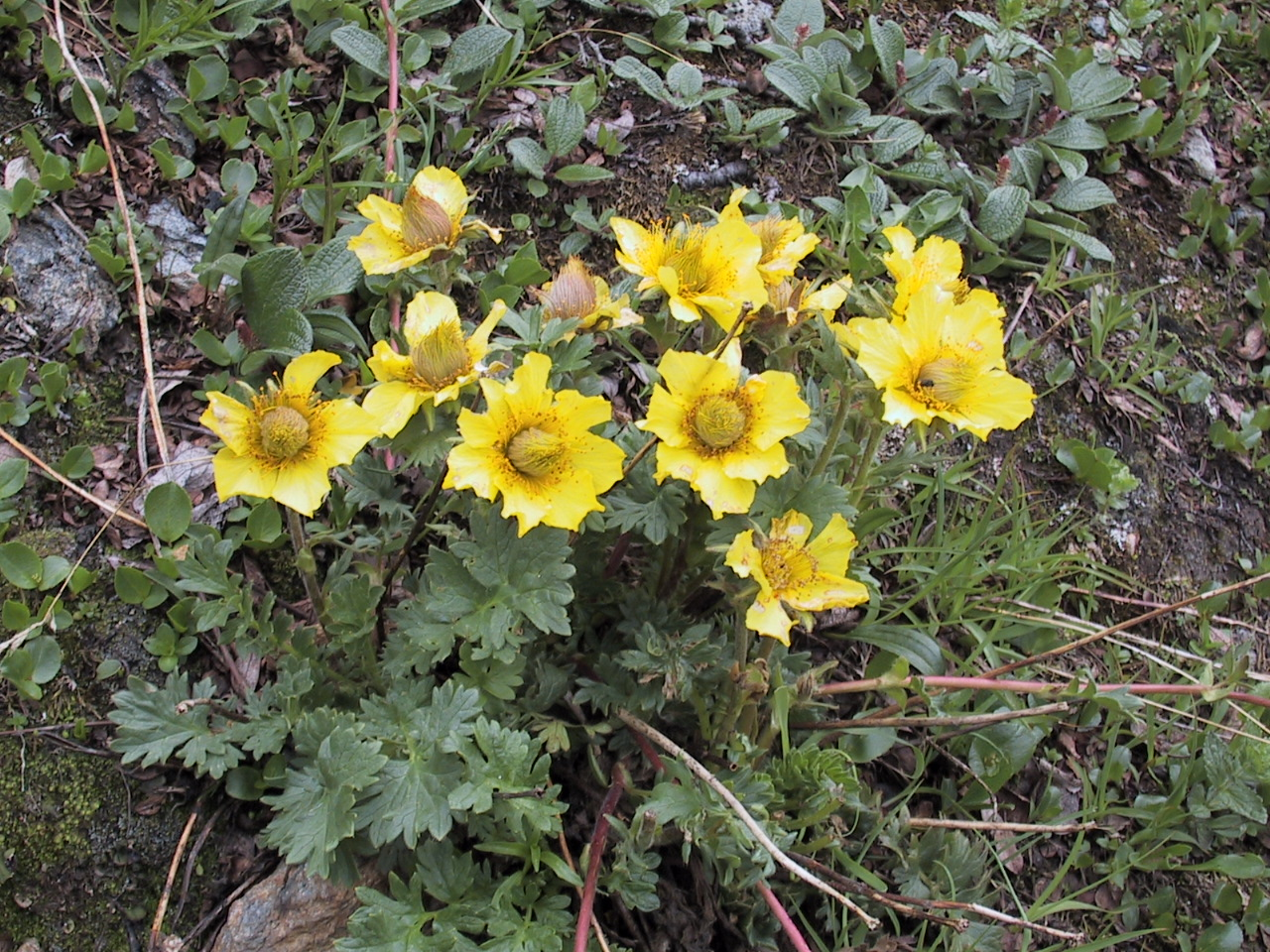
In der Nähe der Marteller Hütte: die Kriechende Bergnelkenwurz, auch Gletscher-Petersbart genannt

Der große Höhenunterschied im Nationalpark Stilfserjoch bringt es mit sich, dass eine Vielfalt an unterschiedlichen Pflanzen und Blumen, beginnend von der kollinen Stufe über die montane und subalpine bis zur alpinen und nivalen Stufe, angetroffen werden kann. Auf den niedrig gelegenen Hängen des Taleinganges gedeihen Pflanzengattungen der Hügelstufe wie Flaumeichen, Robinien, Blasenstrauch. Die Föhrenbestände dort werden taleinwärts aber schnell von Fichten und Lärchen abgelöst, die auf 2000 m ihrerseits stark von der Zirbelkiefer durchmischt werden. Die Baumgrenze erreicht in Martell eine Meereshöhe von etwa 2400 m. Es folgen Zwergstrauchheiden und alpine Rasengesellschaften mit Kohlröschen, Arnika, Edelweiß und mit den Überlebenskünstlern der Felsregionen wie Alpen-Polsternelke, Alpen-Gämskresse, Frühlingsenzian, Hornkraut, Alpen-Leinkraut, Alpen-Mannsschild, Fingerkraut, Bergnelkenwurz und Gletscher-Hahnenfuß.

### Fauna
Die Einführung des Nationalparks stieß bei der Bevölkerung lange Zeit hindurch auf wenig Gegenliebe; einer der Gründe war das Jagdverbot. Die großen Schäden, die der Wildverbiss in den Wäldern und in den landwirtschaftlich genutzten Fluren anrichtete, zwangen die Verantwortlichen des Parks dazu, sogenannte „Entnahmespezialisten“ mit dem Abschuss jährlich festgesetzter Quoten des Wildbestandes zu beauftragen. In den Bergwäldern leben Rothirsch, Reh, Rotfuchs, Dachs, Baummarder, Eichhörnchen und andere Waldtiere. Das hochalpine Gelände ist Lebensraum für Gämsen, Murmeltiere, Schneehasen und Schneehühner. Besonders geschützte Vogelarten sind Steinadler, Bartgeier, Uhu, Schwarzspecht, Auerhahn, Spielhahn, Wasseramsel, Alpendohle, Steinrötel und Tannenhäher. Einer der in Südtirol wieder vorkommenden Braunbären hielt sich kurz auch am Talbeginn des Martelltals auf.

### Erreichbarkeit und Verkehr
Das Tal wird von einer gut ausgebauten, 22 km langen Asphaltstraße erschlossen, die beim Kreisverkehr in Goldrain Richtung Süden ihren Ausgang nimmt, an Morter vorbeiführt und hinter der Ortschaft auf die orografisch rechte Bachseite wechselt. In Serpentinen überwindet sie die erste Talstufe und führt nach den Ortsteilen Ennewasser und Gand zumeist an der Plima entlang bis nach Hintermartell, wo sie bis zum Seeschluss auf die linke Talseite überwechselt und im Bereich der Staumauer die Steilstufe in engen Kehren überwindet. Nur eine kurze Flachstrecke hinter dem See führt die Straße erneut an der rechten Seite der Plima entlang. Vor den Parkplätzen auf 2051 m überwindet die Straße eine weitere steile und felsige Geländestufe und weist stellenweise eine Steigung von bis zu 18 % auf. In der schneefreien Zeit ist die Talstraße mit dem PKW bis zu diesem Endpunkt problemlos befahrbar. Hinter dem See sind die Parkplätze im Sommer gebührenpflichtig. Der Ableger über Meiern und Ennethal ist bis Stallwies ebenfalls ohne Probleme befahrbar.
Für Busse sind die Talstraße bis zum Gasthof Waldheim vor der Schmelz und der Ableger bis Thal auf jeden Fall befahrbar, weil es dort geeigneten Wenderaum gibt. Eine Weiterfahrt bis an das Ende des Sees ist für Busse bis 12 m Länge theoretisch (!) zwar möglich, weil die engen Kurven so weit entschärft wurden, praktisch aber nicht zu empfehlen, weil über lange Strecken, besonders am See entlang, die Straße sehr schmal ist und Ausweichmöglichkeiten fehlen. Die Busse der öffentlichen Verkehrsbetriebe bieten – ausgehend von Schlanders oder vom Bahnhof Goldrain – Verbindungsmöglichkeiten nach Martell an, im Sommer bis zur Enzianhütte im Talschluss.

### Flächennutzung
Das Gebiet der Gemeinde Martell umfasst 143,82 km2. Nur 3 % davon sind dem Dauersiedlungsraum zuzurechnen. Die landwirtschaftlich genutzten Flächen (Grünflächen, Almen, Weiden) machen 2.824 ha aus, die Waldfläche 3.356 ha.

## Geschichte

### Besiedlung
Abgesehen von den sagenumwobenen Impulsen, die diesbezüglich vom 2498 m hoch gelegenen „Klösterle“ (vermutlich ein ehemaliges Hospiz oberhalb der Zufallhütte gelegen) ausgegangen sein sollen, ist anzunehmen, dass die Besiedlung von Martell erst ab dem 11. Jahrhundert im Zuge der „hochmittelalterlichen Höhenkolonisation“ von den gräflichen Grundherrschaften planmäßig vorangetrieben wurde. Eine Beurkundung von 15 Höfen ist um 1228 dokumentiert. Die erste urkundliche Erwähnung des Namens stammt von 1280. Die Frühmesserchronik weiß zu berichten, dass um 1340 bereits eine Gemeinde Martell existierte (comunitas hominum de Martelle). Diese Art der Besiedlung hatte zur Folge, dass bisher nur saisonal oder sporadisch benutzte Almgebiete in ganzjährig bewohnte Schwaighöfe umgewandelt wurden. Die Bauern, die sich diese schwere Rodungstätigkeit aufhalsten, wurden dafür mit dem Erbbaurecht belohnt. Damit wurde die im Hochmittelalter einsetzende Bevölkerungszunahme gewissermaßen gesteuert und übervölkerte Zonen entlastet. Der Hofname „Greit“ lässt sich in seiner Bedeutung auf eine solche Rodung zurückführen. Kirchlich gehörte Martell seit dem Frühmittelalter zur Diözese Chur, ehe es im 19. Jahrhundert zur Diözese Brixen geschlagen wurde und heute Teil der Diözese Bozen-Brixen ist. In einer Urkunde von 1362 wird das Gebiet mit „in Valle Venusta in dyocesi Curiensi in loco dicto in Martel“ präzise lokalisiert.
Siedlungsschübe hat es nach Entvölkerungen in Pestzeiten wieder gegeben sowie ab dem 15. Jahrhundert durch Bergknappen, die anfänglich privat, also „wild“, leichter zugängliche und ergiebigere Lagerstätten ausbeuteten. Um 1650 holten die Grafen Hendl fachmännisch gut ausgebildete Knappen aus Schwaz. Nicht alle Bergknappen verließen nach Auflassen der Schürftätigkeiten um 1800 Martell. Sie blieben als verarmte und von den Bauern in vielerlei Weise boykottierte Kleinhäusler in der Gand (in den Söldhäusern) und verdienten sich durch handwerkliche Tätigkeiten wie Korbflechten, Drechseln oder als Fassbinder neben den unregelmäßigen Arbeiten auf den Bauernhöfen ein Zubrot. 1427 existierten in Martell 50 Feuerstellen (Haushalte). 1847 überstieg die Einwohnerzahl das erste Mal die Tausender-Marke.

### Bergbau
Eine Urkunde des Jahres 1448 hat den Bergbau in Martell erstmals zum Gegenstand. Im Laufe der Zeit wurde an ganz verschiedenen Stellen geschürft, in den Saltgräben, auf dem Saugberg, ober Steinwand, in den Schluderwänden und vor allem im Pedertal, in der Grueb. Viele eingestürzte und heute nicht mehr zugängliche Stollen zeugen davon. Die ergiebigsten Lagerstätten waren in den Saltgräben (später vermurt) und im Pedertal zu finden. Erst mit der Schaffung eines eigenen Bergbauamtes in Imst um 1540 wurde der wilde Abbau Regeln unterworfen. Ab 1650 ließen die Grafen Hendl aus dem Vinschgau die Gebiete um Latsch, Morter, Goldrain und Martell systematisch nach Erzlagerstätten absuchen und ausbeuten. Gewonnen wurden Kupfer, Eisen und Silber. Die Erze wurden in Stampfwerken und Schmelzhütten in Morter, in Ennewasser und in der Schmelz verarbeitet. In der angeblichen Goldgrube im Pedertal, um die sich im Volksmund hartnäckig die abenteuerlichsten Gerüchte rankten, wurden bei Probegrabungen 1910 Kupfer, Eisen und Schwefel aber kaum Gold gefunden. Für die seelsorgliche Betreuung seiner Bergknappen ließen die Grafen Hendl 1711 in der Schmelz eine Kapelle errichten, die 1894 im neugotischen Stil erneuert wurde. Die Schürftätigkeiten dauerten bis 1800. Die alte Gruebhütte wurde in den 1930er Jahren von jener Gesellschaft angekauft, die das Hotel Paradies erbaute. Daraus wurde das Schutzhaus Borromeo. Vom wirtschaftlichen Standpunkt aus gesehen hatte die Marteller Bevölkerung vom Bergbau keinen Nutzen.

### Das Marteller Frühmesserbuch
Der Priester Josef Eberhöfer (* 16. März 1786 in Martell; † 8. November 1864) hat in seinen handschriftlichen Urkundensammlungen und Aufzeichnungen alles festgehalten, was er über seine Umgebung finden konnte. Er dokumentierte geschichtliche Fakten, Kriegsereignisse, Naturkatastrophen und viele Vorkommnisse des täglichen Lebens. Sein „Frühmesserbuch“ ist zudem eine Fundgrube für Kulturhistoriker und für Sagenforscher. Er hatte das Gymnasium in Meran besucht und hielt sich während der Tiroler Freiheitskriege in Innsbruck auf. In Brixen wurde er 1812 zum Priester geweiht und wurde bald darauf Frühmesser in Martell. Wegen eines Fußleidens zog er sich als Frühmesser zurück und widmete sich fast ausschließlich seiner Chronik.

### Neuzeit
Der Erste Weltkrieg muss den Martellern zwangsläufig besonders nahegegangen sein, verlief doch die Front ab dem Mai 1915 auf den damals noch viel stärker vergletscherten Bergkämmen des Cevedale. Eine etwa 700 Mann zählende Besatzung war auf Zufall ständig stationiert; eine Hinterlassenschaft dieser Zeit ist eine von den Soldaten erbaute Kapelle dort. Immer wieder gab es Gerüchte über eine unmittelbar bevorstehende Evakuierung der Einwohner.
Wie für die Mehrheit der übrigen Südtiroler Bevölkerung waren die Angliederung Südtirols an Italien und die danach folgenden Maßnahmen der faschistischen Verwaltung auch für die Marteller bedrückend und entmutigend. Der von der italienischen Regierung 1935 eingeführte Nationalpark Stilfserjoch versetzte die Leute in große Angst, weil sie dadurch eine schwere Beeinträchtigung ihrer bisherigen Lebens- und Wirtschaftsweise befürchteten. Bei der Option 1939 optierten von den 1175 Einwohnern 1100 für Deutschland. 290 von ihnen, vorwiegend Besitzlose und Dienstboten, wanderten aus.
Häufig sind die erwähnenswertesten Ereignisse der Talchronik mit einem Namen verbunden, der Plima. Durch das im 19. Jahrhundert viel stärker vergletscherte Einzugsgebiet waren nicht nur Wettererscheinungen die Ursache für Vermurungen, sondern die oft im Verborgenen heranwachsenden Gletscherseen, deren Ausbruch gewaltige Wellen durch das Tal jagte, Wege und Brücken vernichtete und auch Bauten im Talgrunde mitriss. Wenn es eine Vergleichsmöglichkeit zwischen solchen Ereignissen der Vergangenheit gäbe, würde die Katastrophe vom 24. August 1987 wohl alle Ereignisse dieser Art bei weitem übertreffen. Damals hatten ungewöhnlich starke Regenfälle landesweit zu Vermurungen geführt. Auch im Martelltal waren die Regenmengen enorm und hatten den Zufritt-Stausee bis an den Rand gefüllt. Der (gegen die Vorschriften) allein diensttuende Schleusenwärter öffnete auf Befehl seiner Vorgesetzten in der Nacht die Grundschleusen des Stausees, eine Art großes Tor am Fuße der Staumauer, das für Ausnahmesituationen wie Bombardierungen gedacht ist, um Wasser abzulassen. Technische Probleme – angeblich auch ein Stromausfall – verunmöglichten eine Schließung der Schleusen während der folgenden Stunde. Eine Flutwelle mit 350 m3 Wasser pro Sekunde zusätzlich schoss talwärts, riss in der Gemeinde Martell 16 Häuser mit sich und zog eine Spur der Verwüstung bis in die Latscher Industriezone. Trotz der gewaltigen Schäden gab es weder Verletzte noch Tote, weil die Einwohner rechtzeitig evakuiert wurden. Die betreibende Kraftwerksgesellschaft wurde nach einer Reihe von Prozessen durch das Urteil des Kassationsgerichtes in Rom vom 24. Juni 1998 für schuldig befunden, diese Katastrophe durch fahrlässiges Handeln (zu spätes Ablassen des Wassers) mit verursacht zu haben.

### Sakralbauten
Einem nicht verifizierbaren Hinweis auf die Existenz einer Walpurga-Kapelle um 1203 steht ein auch in deutscher Sprache verfasster Vertrag entgegen, den die Marteller mit dem Deutschen Orden in Schlanders am 22. März 1303 abgeschlossen haben, in dem sich dieser verpflichtete, an allen Sonntagen in der „Capelle Sant Walpurgen – singent oder sprechent“ eine Messe zu feiern. Die Walpurgiskirche, die ursprünglich romanisch war, wurde mehrmals – zuletzt 1759 – umgebaut. Damals versah der in verschiedenen Kirchen Südtirols mit dem Umbau bzw. der Ausmalung von Kirchen beauftragte Wiener Kammermaler Joseph Adam von Mölk die Decke des Langhauses mit einer Abschiedsszene der Hl. Walpurga vom täglichen Leben.
In der Schmelz, bei der Hintermartell beginnt, standen früher Gebäude und Schmelzöfen für die Erzgewinnung. 1911 wurde die Kapelle St. Maria in der Schmelz für die Bergknappen erbaut. Auf Zufall waren es Soldaten im Ersten Weltkrieg, die dort die Kapelle errichteten.

### Das Hotel Paradiso del Cevedale

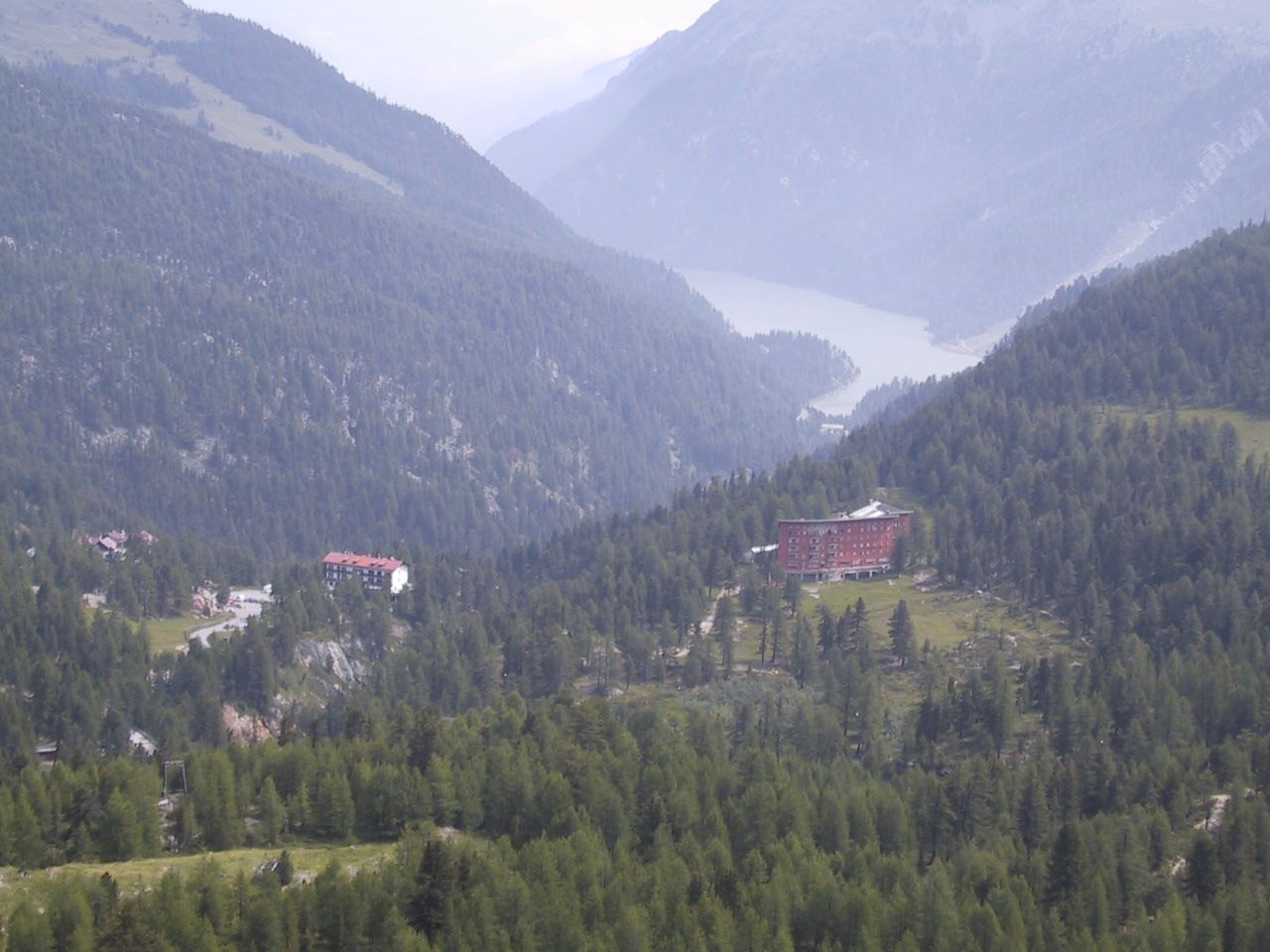
Das Hotel Paradiso del Cevedale mit dem Zufrittstausee im Hintergrund; links die Enzianhütte und die Parkplätze

Hinter dem Stausee steht auf einer Meereshöhe von 2160 m eine Bauruine, das ehemalige Luxushotel Paradiso, oder genauer: der Albergo Sportivo Valmartello al Paradiso del Cevedale, der zwischen 1933 und 1935 auf Initiative des italienischen Fremdenverkehrsministeriums und mit der Rückendeckung durch die faschistische Partei von einer Aktiengesellschaft unter der Leitung des Colonello (Oberst) Emilio Penatti erbaut worden war. Mit der Planung war Gio Ponti, ein bekannter italienischer Architekt und Designer, betraut worden. Der für die Umgebung ungewöhnliche Stil, bei dem Ponti Elemente des Novecento und der Moderne verband, sollte den Vorstellungen und dem Lebensstil der durch Mussolinis Regime hofierten Repräsentanten des Finanz- und Industriekapitals sowie der hohen faschistischen Parteigrößen entsprechen. In einem gleichsam symbolischen Akt erfolgte hier eine Stein gewordene Machtdemonstration der Italianità und des neuen Regimes, das die „edlen Söhne des italienischen Volkes“ verherrlichte und das kulturelle Selbstbewusstsein des faschistischen Italien demonstrierte. In diesem Kontext ist das Hotel Ausdruck der Italianisierung Südtirols.
Das Hotel, dem sowohl die Rolle des Luxushotels mit infrastruktureller Rundumversorgung (150 Betten, Post- und Telegraphenamt im Haus, Metzger, Konditor, Friseur, Masseur, Schilehrer, Lesesaal mit englischen Kaminen, Sauna, Taverne) für entsprechend betuchte Gäste aus Italien, England, Luxemburg und sogar Japan, als auch die eines Sporthotels für Bergtouristen und Alpinisten zugedacht war, durfte sich nur einer kurzen Blütezeit von 1936 bis zum Ausbruch des Krieges erfreuen. Kriegsbedingt musste der Hotelbetrieb eingestellt werden.
1943 wurde das Gebäude nach der nationalsozialistischen Besetzung Südtirols von der deutschen Wehrmacht in Beschlag genommen und diente zur Schulung und als Urlaubsstützpunkt für Soldaten (z. B. für Angehörige der Division „Brandenburg“; Otto Skorzeny hat nach der Befreiung Mussolinis dort einen vierwöchigen Urlaub als Prämie zuerkannt bekommen). Um das Hotel ranken sich aus dieser Zeit mehrere Legenden. Obwohl sich das Hotel unmittelbar nach dem Zweiten Weltkrieg eines regen Gästezuspruchs erfreute, ging es bereits 1946 in Konkurs. 1952 erwarb es der venezianische Reeder Benati, der durch Immobilienspekulationen reich geworden war. Er ließ den ehemals grünen Bau rot anmalen und erweiterte das Hotel durch verschiedene An- und Aufbauten. Im Jahr 1955 änderte Benati aufgrund des tragischen Todes seines Sohnes seine Meinung über die Zukunftsperspektiven des Hotels und überließ es schließlich in unfertigem Zustand seinem Schicksal. Es wurde anschließend aller seiner beweglichen Inventargüter beraubt. 1966 wurde die Liegenschaft von Alois Fuchs von der Brauerei Forst erworben. Auch die Brauerei konnte damit wohl wenig anfangen. Denn trotz des Kaufes blieb das rot bemalte Hotel im Martelltal leer.

## Wirtschaft

### Landwirtschaft

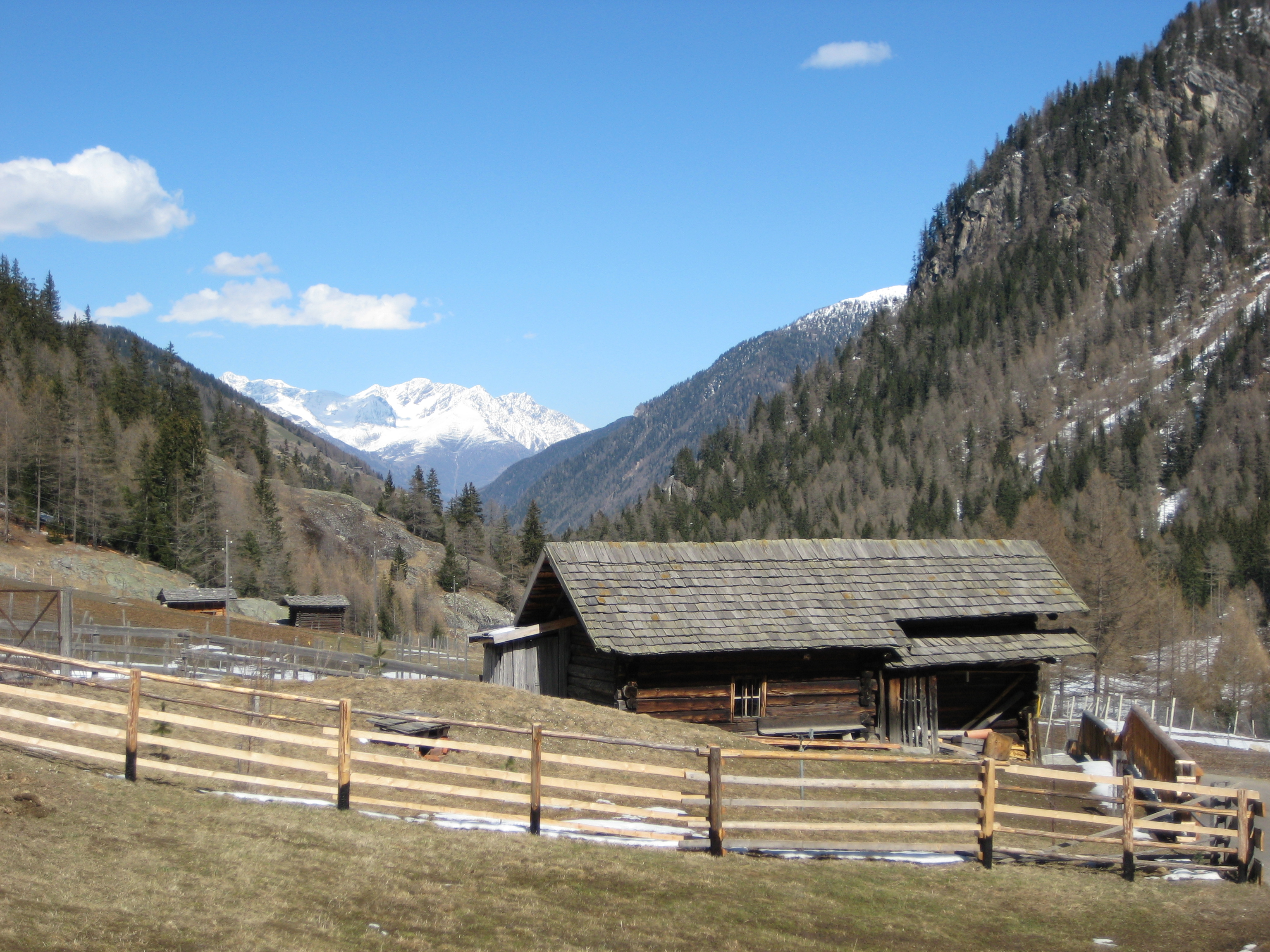
Blick nach Norden zum Taleingang

Bis in die 1960er Jahre waren die Viehwirtschaft und der Ackerbau die dominierende Wirtschaftsform im Tale. Die Bauern waren hochgradige Selbstversorger, die Felder und Almen so intensiv wie möglich nutzten, um mit dem kärglichen Ertrag über die Runden zu kommen. Sie hatten immer wieder Pioniere in den eigenen Reihen, die sich dem technischen Fortschritt öffneten (1910 die erste Dreschmaschine, ab 1920 Materialseilbahnen) oder neue Ideen in die Tat umsetzten (1928 Viehversicherung). Ein Hemmnis war die schlechte Erreichbarkeit, ein mehr schlecht als recht befahrbarer Talweg ging nur bis Bad Salt. Die Marteller mussten bis 1934 auf eine funktionierende Talstraße warten. Damals wurde in Hintermartell mit dem Bau des Hotels Paradiso begonnen, bei dem über 100 Arbeitskräfte eingesetzt waren. Im eigentlichen Hotelbetrieb gab es für die Dorfbevölkerung zwar kaum Beschäftigungsmöglichkeiten (wegen der mangelnden Sprachkenntnisse), wohl aber Absatzmöglichkeiten für ihre bäuerlichen Produkte. Die Marteller mochten das Hotel von Beginn an nicht, weil ihre Kühe dort nicht mehr weiden durften. Mit dem Bau der Staumauer und der Wasserstollen in den 1950er Jahren wurden die Infrastrukturen zwar neuerlich verbessert, die Bauern mussten aber ihre besten Almgründe für diesen Zweck opfern.

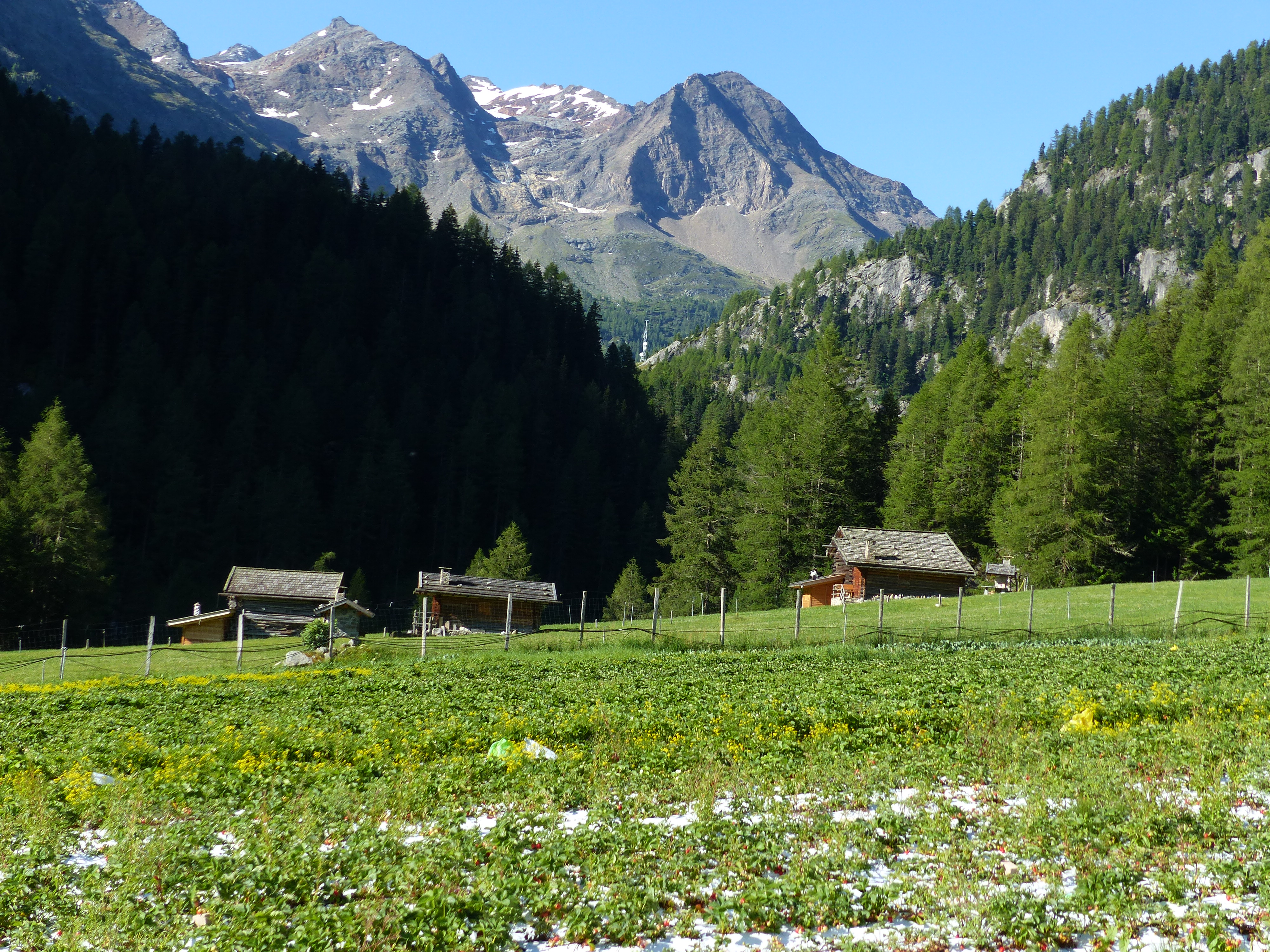
Erdbeerfeld im hinteren Martelltal auf 1690 m

In den 1960er Jahren ging der Kornanbau zurück. Er wurde durch die Grünlandwirtschaft und durch Sonderkulturen ersetzt, auf denen einige bäuerliche Pioniere Beerenfrüchte (Johannisbeeren, Erdbeeren, Himbeeren) und Gemüse anzubauen begannen. Sie verbesserten Jahr für Jahr ihre Produktions- und Vermarktungsmethoden. Anfangs wurden die Beeren von den Bauern direkt an Händler und an Getränkefabrikanten verkauft, zunehmende Konkurrenz aus Rumänien erzwang dann die Vermarktung über die Großmärkte in Innsbruck und München, wo die Beeren sehr beliebt waren. Ende der 1970er Jahre war die Produktionsfläche bereits auf 25 ha angestiegen. Nicht immer verlief die Vermarktung glatt: Es fehlten Lagerräume und Kühlzellen, Probleme, die am ehesten genossenschaftlich zu lösen waren. 1989 wurde von neun Bauern die MEG (Marteller Erzeugergenossenschaft) gegründet, die ab 1992 die Vermarktung ersatzweise übernahm und 1994 das neue Genossenschaftsgebäude in Ennewasser mit Kühlzellen, Lagerräumen, Büro und Detailhandelsgeschäft eröffnete. 1999 fand erstmals das inzwischen zu einer Institution gewordene Marteller Erdbeerfest als Auftakt für die Erdbeerernte statt. Im Jahre 2005 zählte die Genossenschaft bereits 64 anliefernde Mitglieder, 7 freie Lieferanten und 11 nicht-produzierende Mitglieder. Das Einzugsgebiet umfasst eine Fläche von etwa 70 ha. Das Martelltal ist mittlerweile zur Hochburg des Erdbeeranbaus in Südtirol avanciert, in der die Erdbeeren ab 900 m bis 1700 m Meereshöhe angebaut werden.

### Tourismus

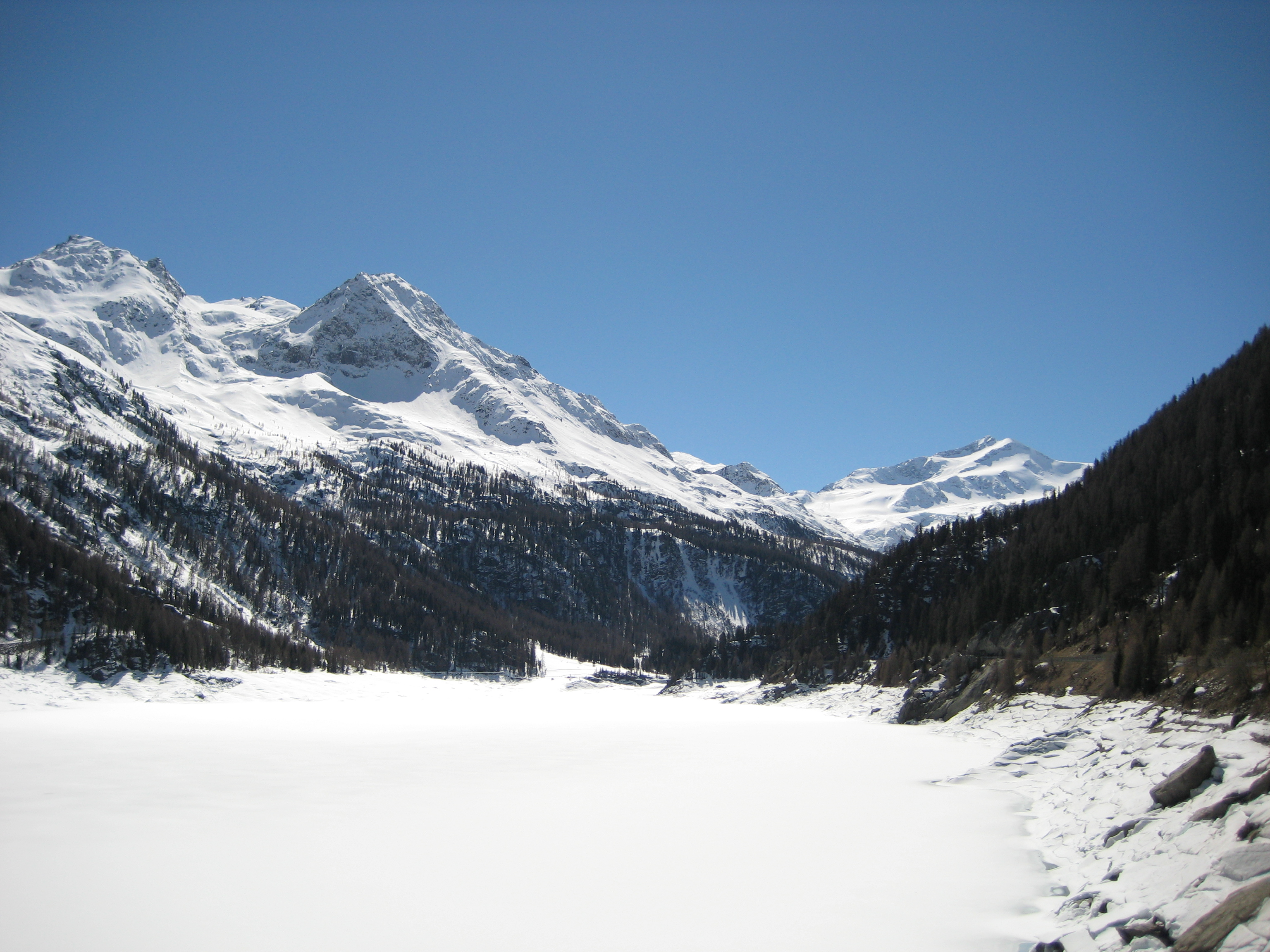
Zugefrorener Stausee, Blick zur Zufallspitze (rechts im Hintergrund)

Der Alpintourismus setzte im Ortlergebiet in der zweiten Hälfte des 19. Jahrhunderts ein und erreichte auch das Martelltal. Auf Zufall wurde 1882 von der Sektion Dresden des Deutschen und Österreichischen Alpenvereins eine Schutzhütte gebaut. Sie bot 20 Matratzenlager im Erdgeschoss, 20 Heulager im Dachgeschoss, ein Zimmer mit vier Betten und eine Küche. Die Hütte wurde in den Jahren 1912 und 1913 erweitert, beherbergte während des Ersten Weltkrieges die Abschnittskommandantur der Cevedale-Front des österreichischen Heeres und wurde 1919 vom italienischen Staat beschlagnahmt. 1921 übernahm sie der italienische Alpenverein CAI, der sie 1925/26 instand setzte. Sie bekam den Namen „Rifugio Dux“ und ab 1939 den Namen „Rifugio Nino Corsi“ eines bei einem Bergunfall ums Leben gekommenen italienischen Bergsteigers.
Erwähnenswert ist das Bauernbad Bad Salt, das sich bis zum Ersten Weltkrieg eines regen Zuspruchs erfreute, wodurch ein ansehnlicher Häuserkomplex mit Gasthaus und Badehäusern entstanden war. Die Quelle liegt in den Saltgräben auf 1730 m und ist nur über einen zweistündigen Fußmarsch erreichbar. Deren Wasser ist leicht mineralhaltig, färbt das Bachbett rot und enthält Eisen, Mangan und Spuren von Arsen, Barium, Jod, Lithium und Zink. Das Wasser wurde früher über lange oberirdisch verlaufende Holzleitungen zu Tal befördert, die jedes Jahr im Frühling instand gesetzt werden mussten. Der Badebetrieb wurde beim Ausbruch des Zweiten Weltkrieges aufgelassen.
Das Martelltal zog in der Zwischenkriegszeit bald wieder Alpinisten an, die von der Gletscherwelt im Talschluss fasziniert waren. Darunter war auch der schon genannte Großindustrielle Emilio Penatti, der die Idee entwickelte, in Hintermartell ein Luxushotel zu errichten. Der Bau und der Betrieb des Hotels Paradiso war für die Marteller ein misstrauisch beäugtes Spektakel, das eher als lästiges Intermezzo denn als beispielgebender Fingerzeig für mögliche touristische Entwicklungen empfunden wurde. Das Hotel hat dem Tal ohne Zweifel einen gewissen Bekanntheitsgrad beschert und dafür gesorgt, dass der Zustrom der Alpinisten auch nach dessen Auflassung anhielt. Für deren Beherbergung sorgten zunehmend die Marteller selber. 1950 wurde der Verkehrsverein gegründet, und 1960 kamen die ersten belgischen Jugendgruppen nach Martell. Der Sommertourismus entwickelte sich, und die Übernachtungszahlen gingen in kleinen Schritten stetig nach oben. In Ermangelung geeigneter Entwicklungsmöglichkeiten für den traditionellen Skisport hat Martell versucht, für Langlauf- und Rodelsportliebhaber attraktiv zu werden. Gerade das Fehlen eines ausgeprägten Skibetriebes mit Liften und Seilbahnen hat Martell im Winter für Tourengeher zu einem Geheimtipp werden lassen. 1980 wurde die Marteller Hütte von den fünf AVS-Sektionen Mals, Vinschgau, Untervinschgau, Martell und Lana erbaut und 2006/07 umgebaut und erweitert. Martell kam im Tourismusjahr 2008/09 (1. Nov. 2008 – 31. Okt. 2009) auf 60.233 Übernachtungen.

## Persönlichkeiten
- Gregor Schwenzengast (* 3. März 1646 in Martell; † 4. Juli 1723) war ein in Adelskreisen sehr geschätzter Bildhauer, der in Latsch eine Werkstatt unterhielt.
- Der Priester Josef Eberhöfer (* 16. März 1786 in Martell; † 8. November 1864) verfasste die Marteller Frühmesserchronik.
- Franz Eberhöfer (* 1801 in Martell; † 1882), vulgo Lateiner Franzl oder Der Weise von Martell. Er war Autodidakt und eignete sich neben der harten Bauernarbeit respektable Kenntnisse in Griechisch, Latein, Mathematik, Philosophie, Französisch und Hebräisch an, die er aber wegen des Standesdünkels seiner Zeit (er hatte nicht studiert) beruflich kaum nutzen konnte. Er hinterließ eine Autobiographie Sunital (von Latinus, rückwärts gelesen).
- Josef Stricker, aus Stallwies, ein in Südtirol sehr bekannter Arbeiterpriester und Gewerkschafter